# Джордан, Нил
Нил Па́трик Джо́рдан (англ. Neil Patrick Jordan; род. 25 февраля 1950, Слайго, Ирландия) — ирландский кинорежиссёр, продюсер и писатель. Обладатель премии «Оскар». В послужном списке Джордана-режиссёра такие картины, как «Интервью с вампиром», «Майкл Коллинз», «Завтрак на Плутоне» и «Жестокая игра».

## Биография и карьера
Нил Джордан родился 25 февраля 1950 года в графстве Слайго, Ирландия в семье профессора и художницы. В молодости он играл на гитаре, пианино и саксофоне. Учился в Колледже Святого Павла в Дублине. А после окончания Дублинского университета по курсу истории Ирландии и английской литературы, Джордан публикует сборник рассказов «Ночь в Тунисе» (1976) и пишет роман «Прошлое» (1980).
Свою карьеру в кино Джордан начинает как соавтор сценария фильма «Экскалибур» Джона Бурмена.
В 1982 году выходит дебютный фильм Джордана — «Ангел» — криминальный триллер по собственному сценарию.
Вышедшая следом «чёрная» экранизация сказки о Красной шапочке «В компании волков» приносит Джордану несколько наград Лондонского общества кинокритиков (англ. London Critics Circle) и международное признание.
Любовно-криминальная драма «Мона Лиза» вновь приносит Джордану кинематографические награды: участие в основном конкурсе «Каннского кинофестиваля», номинацию на «Оскар» и множество престижных наград исполнителю главной роли Бобу Хоскинсу.
На волне успеха Джордан снимает в Голливуде две комедии со звёздами первой величины — «Высшие духи» («Бодрость духов») и «Мы — не ангелы».
Вернувшись в Англию, Джордан снимает драму о подростках «Чудо», не имевшую особого успеха на кинофестивалях.
Вышедший в 1992 году фильм «Жестокая игра» («Возмутительная игра») получает блестящую оценку критиков, а Нил Джордан получает премию Оскар за написанный им сценарий к картине. Также он зарабатывает номинацию на «Оскар» в категории «Лучший режиссёр».
В 1994 году вышла мистическая драма Нила Джордана «Интервью с вампиром», ставшая впоследствии культовой. Главные роли в фильме исполнили Брэд Питт, Том Круз и Кирстен Данст. В 1996 году Джордан выпустил фильм «Майкл Коллинз» с Лиамом Нисоном в главной роли. Джордан получил премию Венецианского кинофестиваля за режиссуру картины. С 1997 по 2002 вышли полнометражные фильмы «Мальчик-мясник», «Сновидения», «Конец романа» и «Хороший вор» Нила Джордана. За работу над фильмом «Конец романа» Джордан заработал номинацию на премию «Золотой глобус».
В 2005 году вышла комедийная драма «Завтрак на Плутоне» Нила Джордана c Киллианом Мёрфи в главной роли. Картина получила номинацию Берлинского кинофестиваля в категории «Лучший фильм».
С 2007 по 2012 годы Джордан выпустил фильмы «Отважная», «Ундина» и «Византия». Кроме того, Джордан выступил режиссёром нескольких эпизодов сериала «Борджиа».
В сентябре 2018 года на кинофестивале в Торонто состоялась мировая премьера фильма Джордана «В объятиях лжи» с Хлоей Морец в главной роли. В российский прокат картина выйдет в 2019 году.

## Фильмография
- 1982 — Ангел / Angel
- 1984 — В компании волков / The Company of Wolves
- 1986 — Мона Лиза / Mona Lisa
- 1988 — Высшие духи / High Spirits
- 1989 — Мы — не ангелы / We’re No Angels
- 1991 — Чудо / The Miracle
- 1992 — Жестокая игра / The Crying Game
- 1994 — Интервью с вампиром / Interview with the Vampire: The Vampire Chronicles
- 1996 — Майкл Коллинз / Michael Collins
- 1997 — Мясник / The Butcher Boy
- 1999 — Сновидения / In Dreams
- 1999 — Конец романа / The End of the Affair
- 2000 — Не я / Not I (короткометражный)
- 2002 — Хороший вор / The Good Thief
- 2005 — Завтрак на Плутоне / Breakfast on Pluto
- 2007 — Отважная / The Brave One
- 2009 — Ундина / Ondine
- 2011 — Борджиа / The Borgias
- 2012 — Византия / Byzantium
- 2018 — В объятиях лжи / Greta
- 2022 — Марлоу / Marlowe

## Романы
- 1976 — Ночь в Тунисе / Night in Tunisia
- 1980 — Прошлое / The Past
- 1983 — Мечта чудовища / The Dream of a Beast
- 1994 — Восход с морским чудовищем / Sunrise with Sea Monster
- 2005 — Тень / Shade